# 2:00PM Time for Change
2:00PM Time for Change è il secondo singolo del gruppo musicale sudcoreano 2PM, pubblicato il 16 aprile 2009. I due brani estratti, Again & Again e 니가 밉다 (I Hate You), hanno entrambi raggiunto la vetta della classifica Music Bank.

## Tracce
1. What Time Is It Now? - 1:08
2. Again & Again - 4:05
3. I Hate You (니가 밉다 Niga Mibda) - 3:05
4. Maybe She'll Come Back (돌아올지도 몰라) - 4:07
5. Again & Again (R&B Mix) - 3:43
6. Again & Again (Instrumental) - 4:06
7. I Hate You (니가 밉다 Niga Mibda, Instrumental) - 3:04
8. Maybe She'll Come Back (돌아올지도 몰라, Instrumental) - 4:07